# Perameles nasuta
Perameles nasuta, conhecido como long-nosed bandicoot (ou bandicoot de focinho-comprido, em tradução livre)(a) , é uma espécie de marsupial, endêmica do leste australiano, da família Peramelidae.

## Habitação/Distribuição
Vivem em florestas, bosques e charnecas. Está distribuído no leste da Austrália, ocorrendo de Ravenshoe, Queensland, a Naringal, sudoeste de Victoria. Também já foi comum em Sydney, atualmente a ocupação desta região diminuiu, ainda que existam também algumas populações isoladas em matas ao sul e norte dessa área.

## Comportamento
Alimentam-se de insetos e outros invertebrados diminutos, e o fazem com afinco, resguardando pouco tempo a outras tarefas. São conhecidos pelas pequenas cavas cônicas deixadas para trás conforme vagueiam pela noite, estas são feitas com as patas dianteiras dos animais, que acomodam seu comprido e sensível focinho na procura pelos componentes de sua dieta. Durante o dia dorme em ninhos feitos de grama e outras matérias vegetais.